# Cal Siló (Súria)
Cal Siló és una masia de Súria (Bages) protegida com a Bé Cultural d'Interès Local.

## Descripció
Conjunt d'edificis situat a la zona de Vallseca, a la part occidental de la carretera B-423, quilòmetre 2. Es tracta de diferents construccions, totes molt remodelades. El buc principal és de planta rectangular, de majors dimensions i amb coberta a doble vessant.